# Zeppelin L 49
Le LZ 96, couramment appelé L 49, est un dirigeable allemand. Il est capturé près de Bourbonne-les-Bains, en Haute-Marne, le 20 octobre 1917.

## Descriptif
Il mesure 188 mètres de long et fait 25 mètres de diamètre. Il est pourvu de 5 moteurs, 4 hélices, 2 mitrailleuses ainsi que 18 charges explosives. Il dispose de 4 nacelles. Sa vitesse maximum est de 100 km/h. Il peut dépasser les 7 000 mètres d'altitude. 
Il s'agit du 96e dirigeable de l'entreprise Luftschiffbau Zeppelin. Cette dernière numérotant ces appareils « LZ » suivi d'un nombre.  

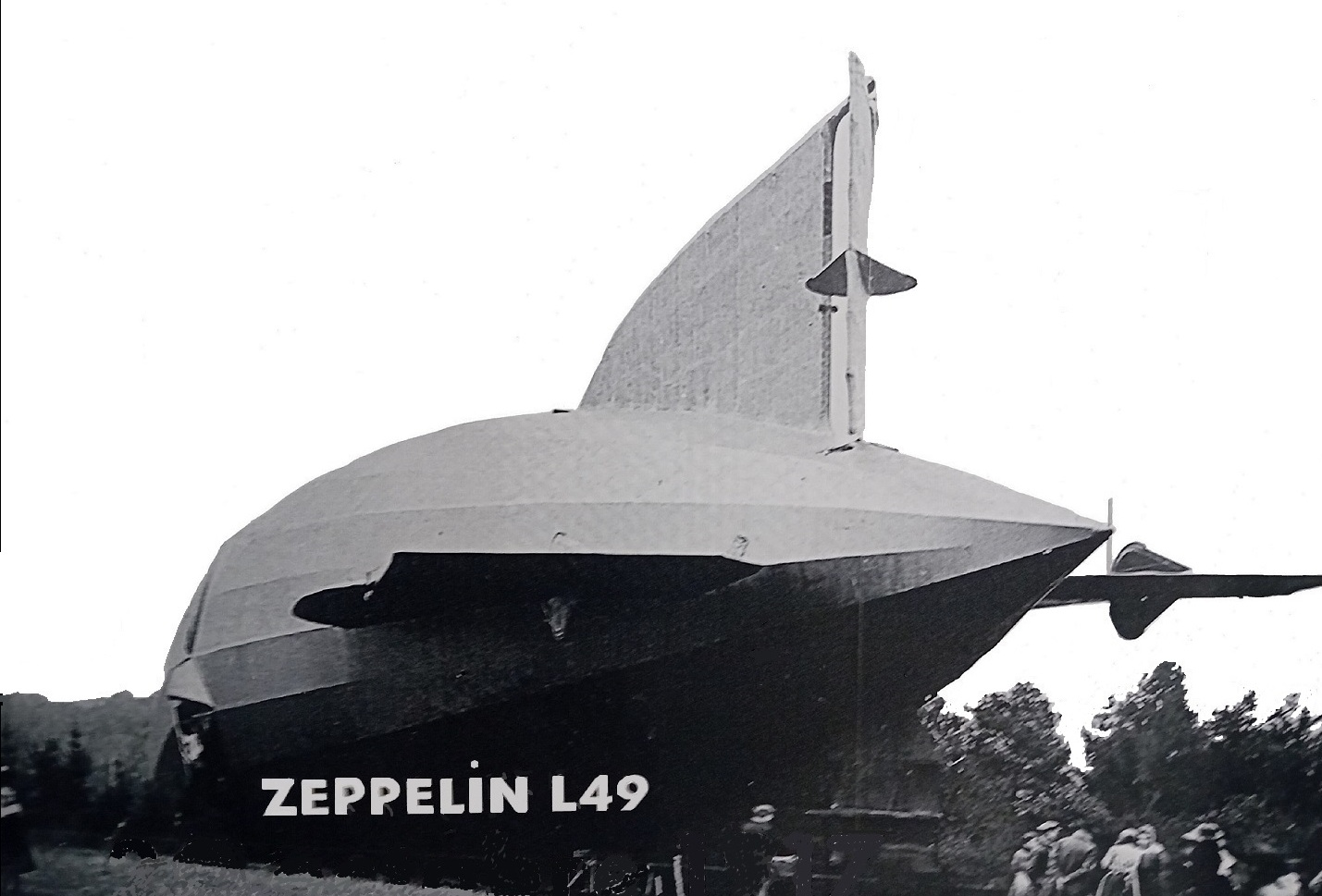
Le Zeppelin L 49 (1917)

## Histoire

### Vols
Le L 49 décolle des côtes allemandes, avec un équipage de 17 personnes, le 19 octobre 1917, faisant partie d'un escadron de 13 dirigeables. Dans la nuit du 19 au 20 octobre 1917, les aérostats participent à un raid aérien sur Londres,, larguant environ 50 tonnes d'explosifs, tuant une trentaine de personnes et faisant une quarantaine de blessés. Sur le chemin du retour, une importante brume ainsi que des vents violents les dévient de leur trajectoire. Cinq d'entre eux sont détruits en plein vol par la DCA, ainsi que par l'aviation française,.

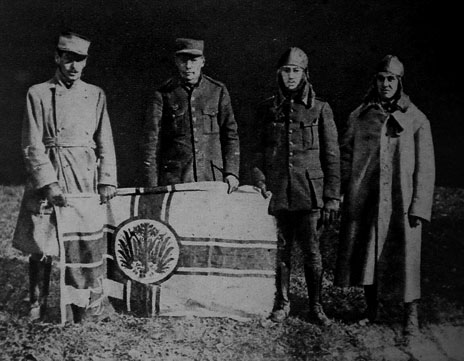
Quatre des six pilotes de l'Escadrille Spa.152, dite des crocodiles. Après avoir intercepté le Zeppelin L 49. De gauche à droite : Charles Lefèvre, Gontran de la Marque, René Vanderdope et Philippe Gresset.

Vers 6h30, le L 49, isolé, est aperçu alors qu'il survole Épinal. Peu après, il est pris en chassepar le lieutenant Charles Lefevre (en), le sous-lieutenant Charles Lafargue, le sergent Gontran de la Marque, ainsi que les caporaux René Vanderdope, Philippe Gresset et Marcel Denis, tous pilotes de l'Escadrille Spa.152 (en), dite des crocodiles,. Criblé de balles, le Zeppelin prend la fuite et monte à 5 500 mètres d'altitude. Toutefois, le vent étant défavorable à un retour en Allemagne, l'équipage décide de se rendre et hisse le drapeau blanc.

### Capture

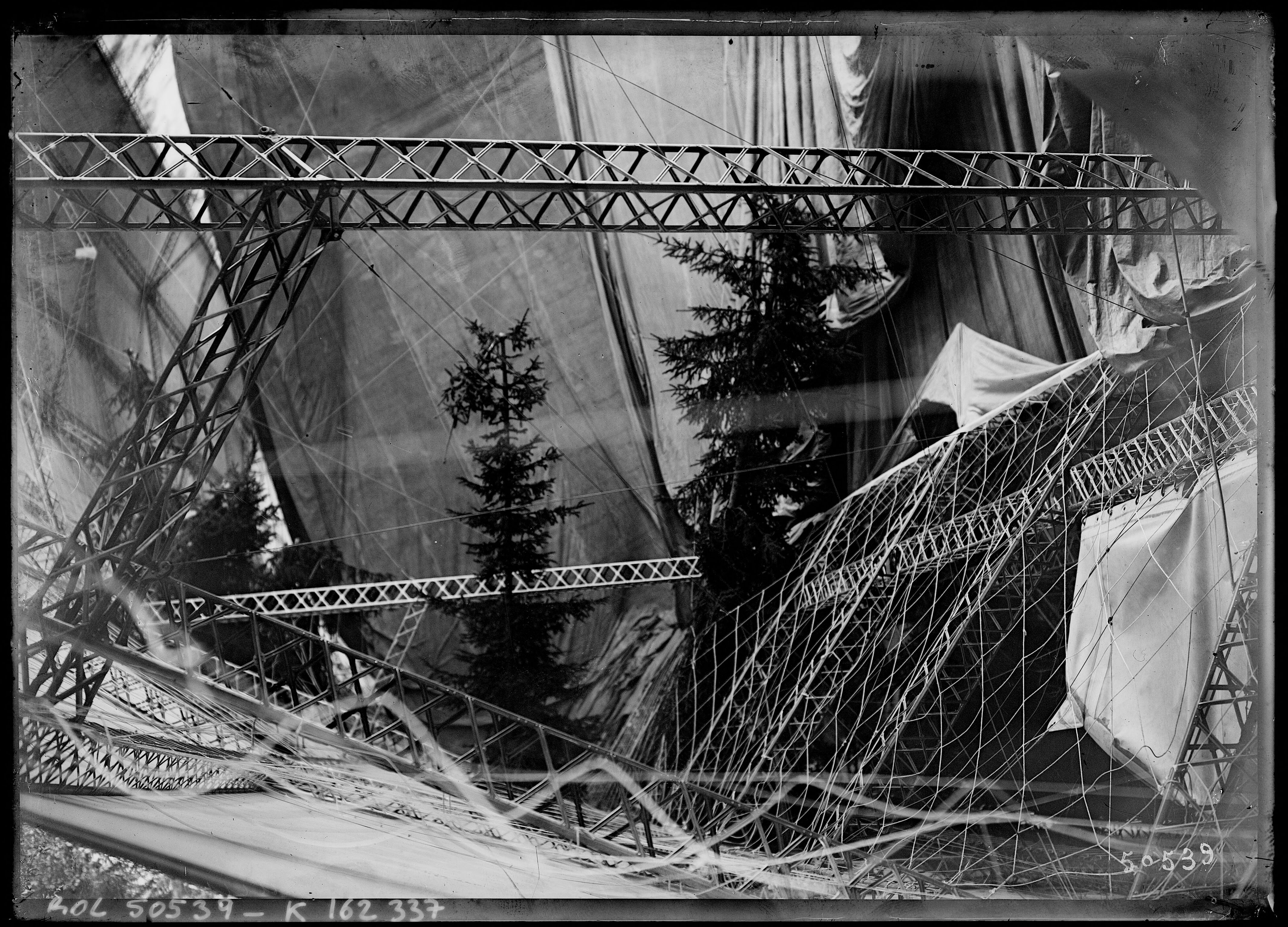
Intérieur du ballon L 49, peu après son atterrissage

L'engin atterrit donc dans le bois limitrophe de Bourbonne-les-Bains et Serqueux,. Pensant avoir tout de même réussi à franchir la frontière des Pays-Bas, le commandant, Hans Gayer, commence à le mitrailler de balles incendiaires, et, conformément aux consignes, il ordonne à ses hommes de le détruire, afin qu'il ne soit pas capturé,.
Intervient alors Jules Boîteux, un habitant de Serqueux, qui, à l'origine, était venu chasser le gibier dans le bois. Il menace le commandant allemand avec son fusil,. Peu après, les aviateurs ayant atterri procèdent à l’arrestation de l'équipage. 
Très vite, les habitants des communes alentour s'empressent de venir voir le Zeppelin,. Les militaires français tentent, dans un premier temps, de le réparer, mais, devant la complexité de la tache, ils décident de le démonter afin de le transporter en pièces détachées jusqu'à Paris. 

### Médiatisation et commémoration
La capture jouit d'une forte médiatisation. Il est brièvement exposé à la cour de l’hôtel des Invalides, à Paris,. L'une de ses nacelles fera office de guichet pour souscrire à l'emprunt national. 
Une borne commémorative se situe dans la forêt où a atterri le L 49,.  

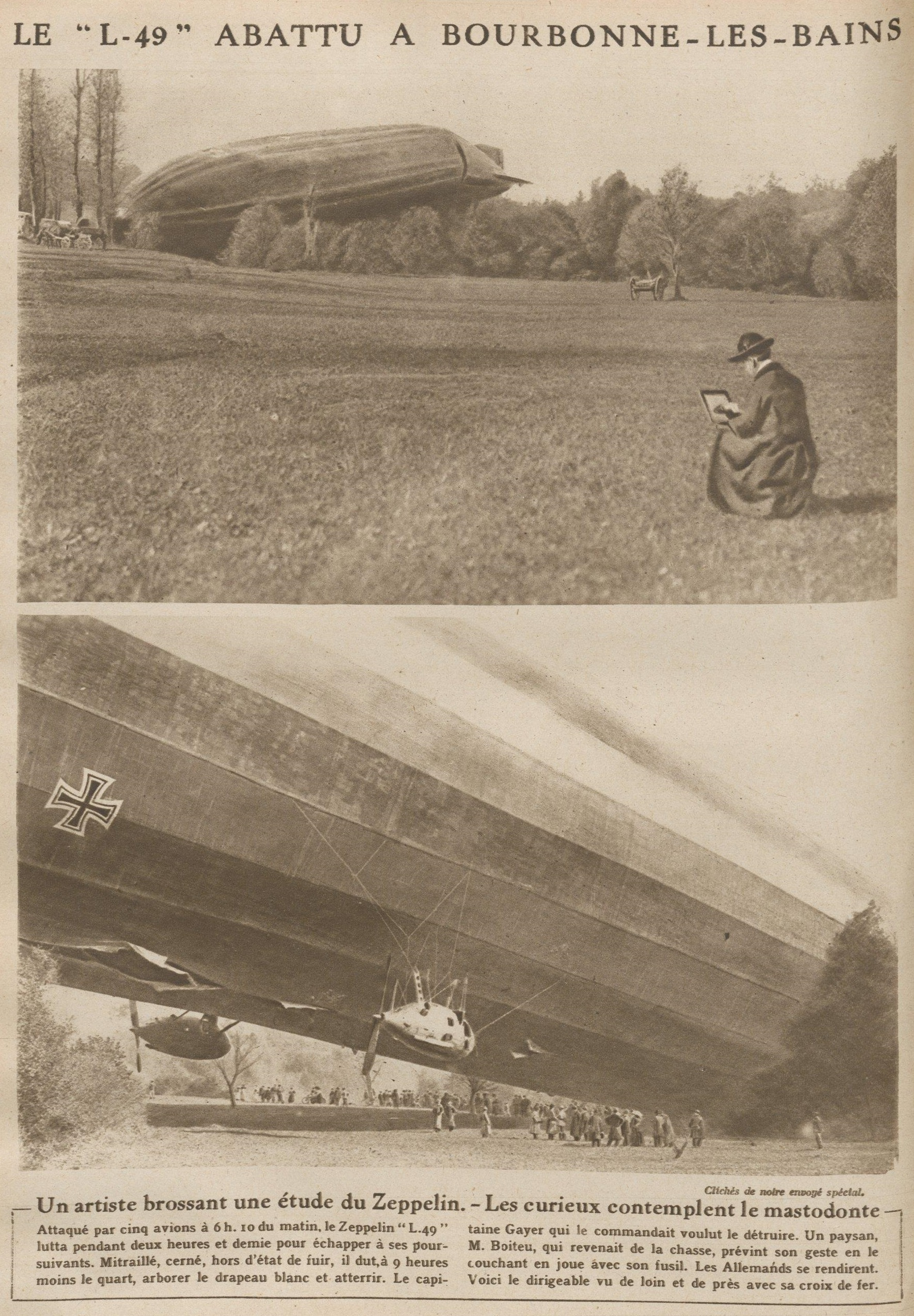
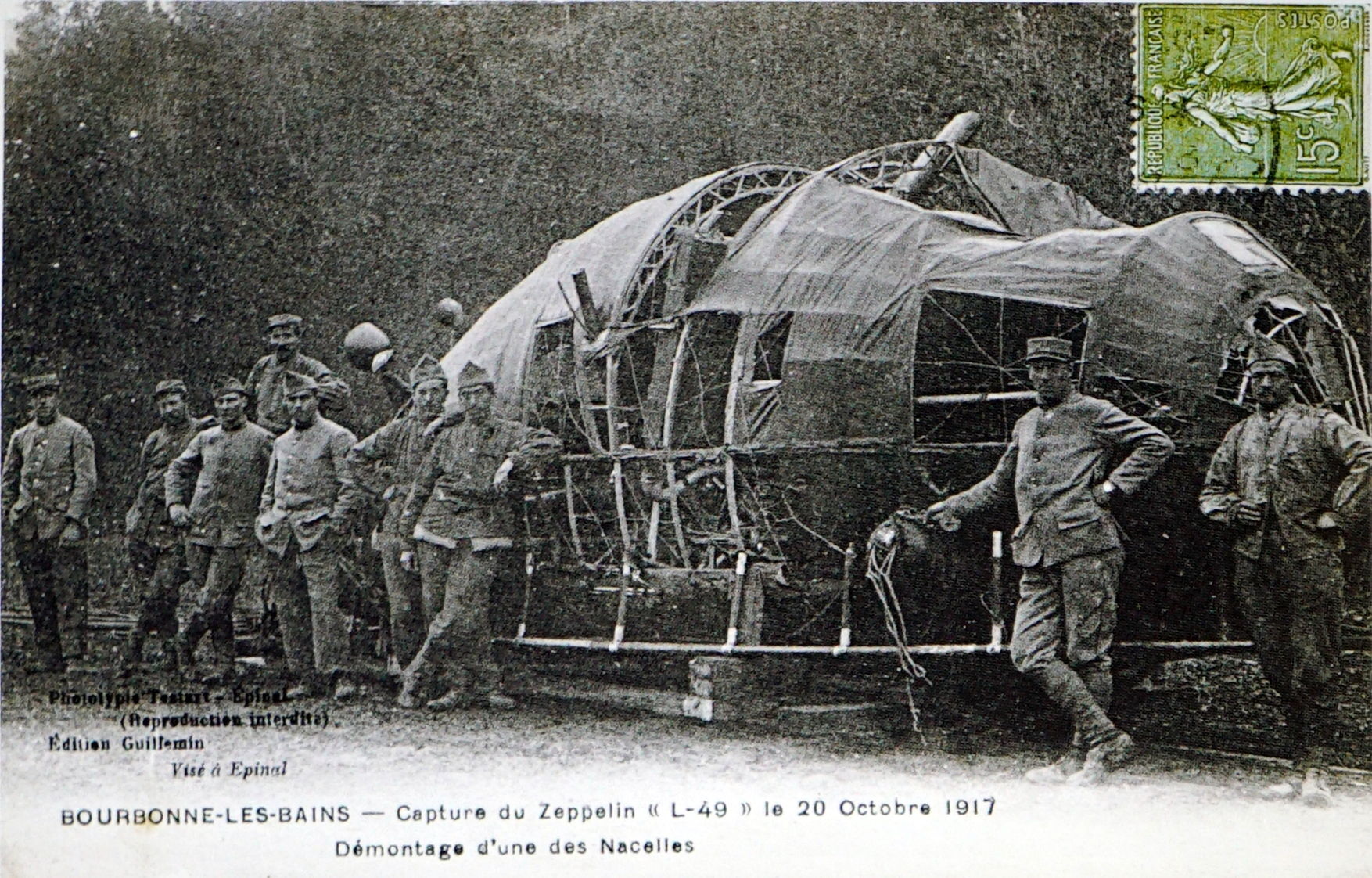
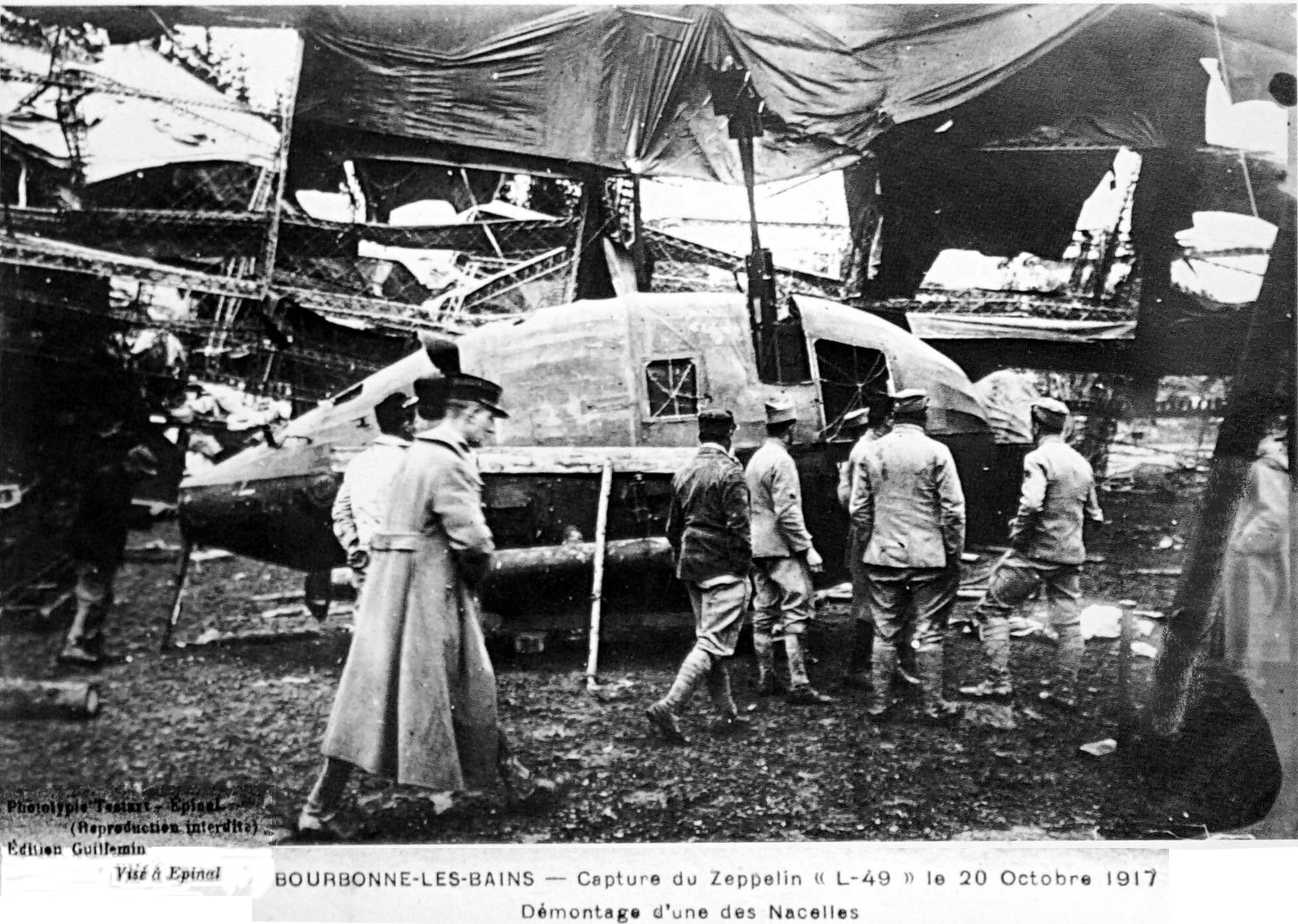

## Filmographie
Histoires 14-18, Le Zeppelin abattu, France 3 Grand Est, 2017, 2min06.